# Жолаяк
Жолаяк — проводы, обычай в казахском традиционном обществе. Перед дальней дорогой отъезжающие режут барана и приглашают к себе на угощение родных и знакомых. Гости желают благополучного возвращения, достижения цели поездки. Жолаяк заканчивается традиц. «бата» (благословением).